# اردک سرسیاه کوچک
اردک سرسیاه کوچک (نام علمی: Aythya affinis) نام یک گونه از سرده دریانشین است.

## نگارخانه

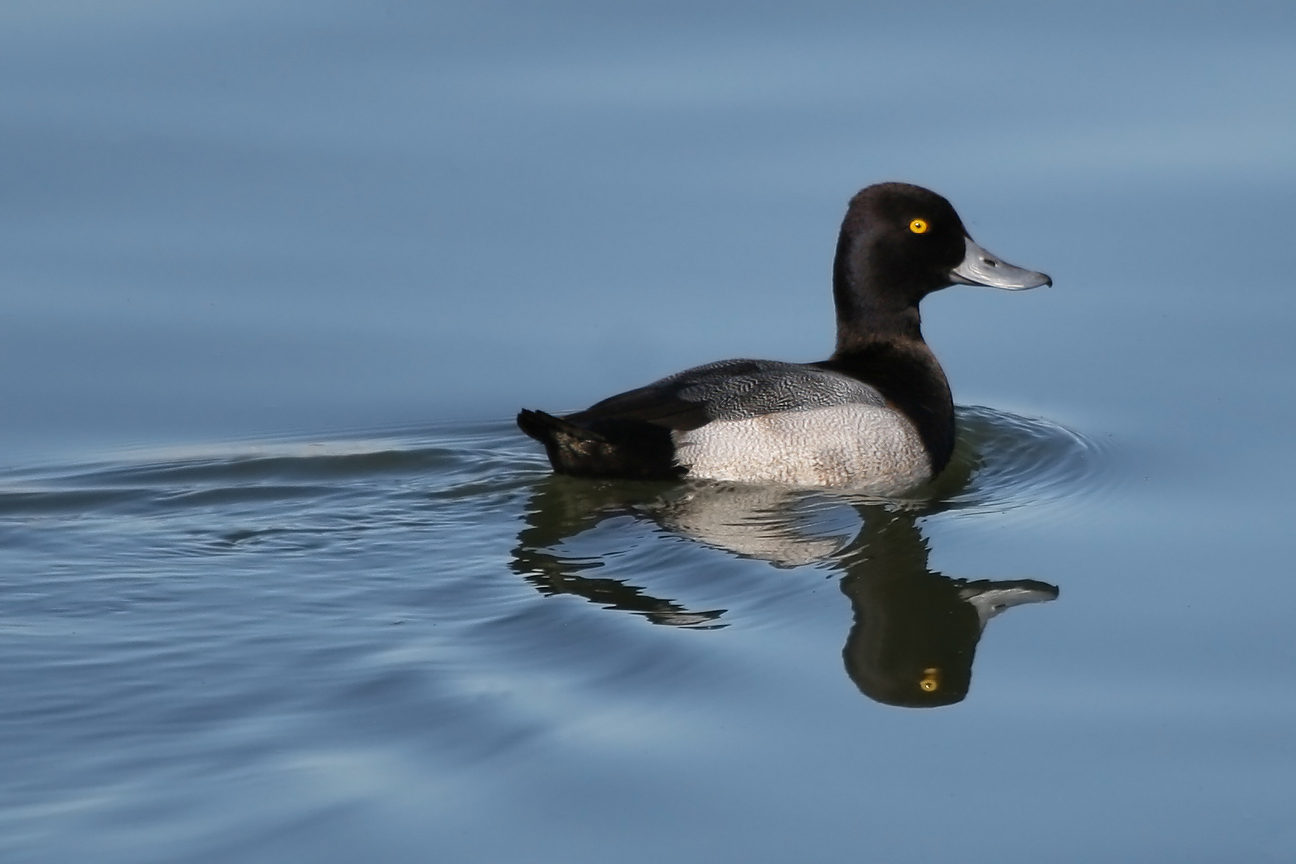
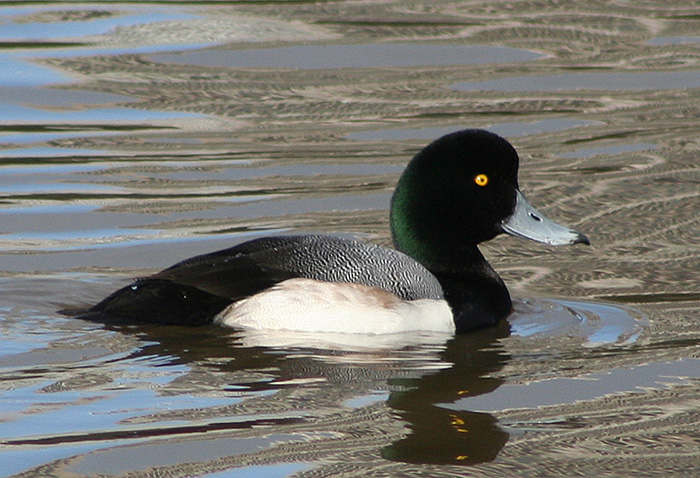
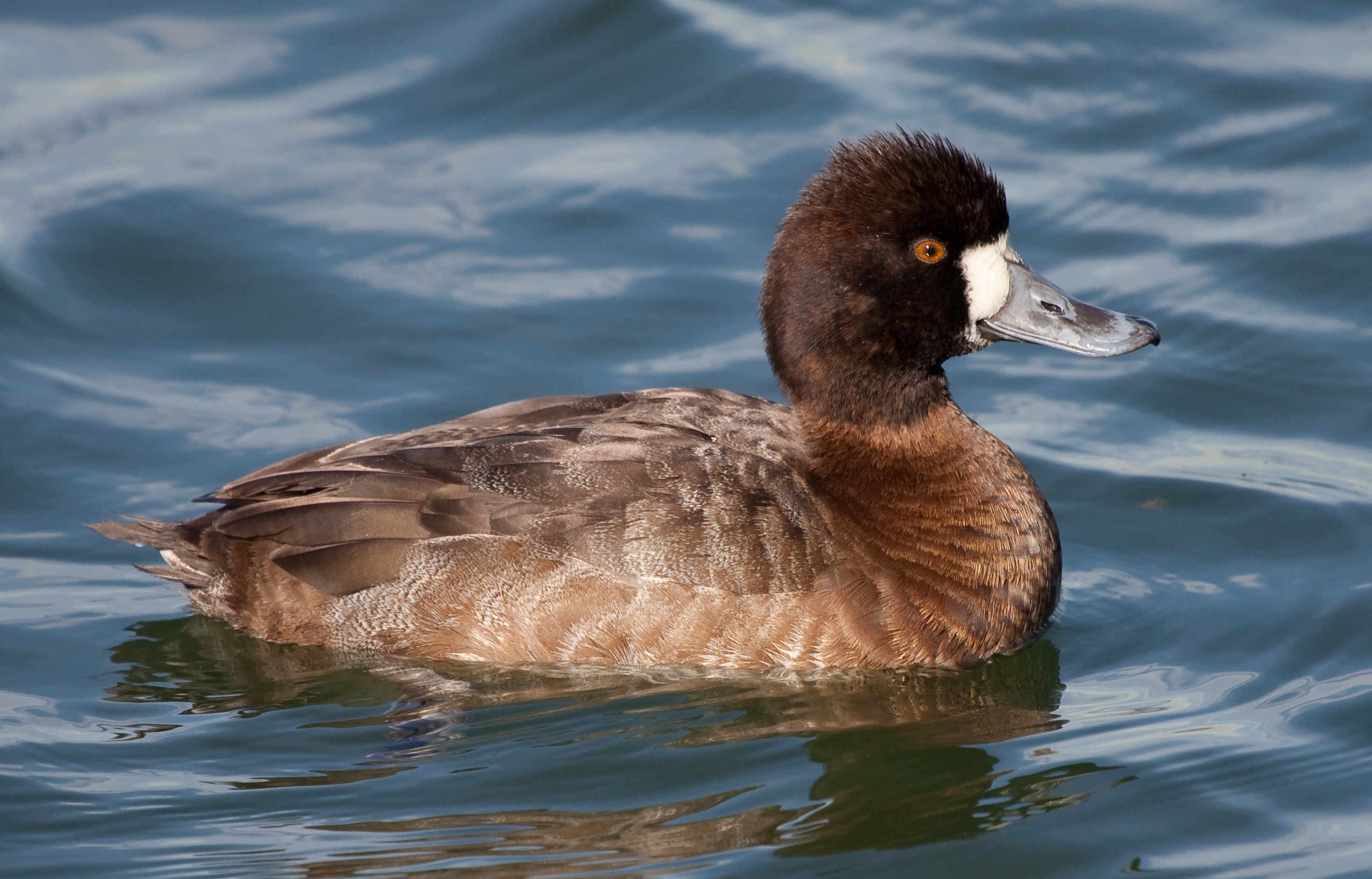
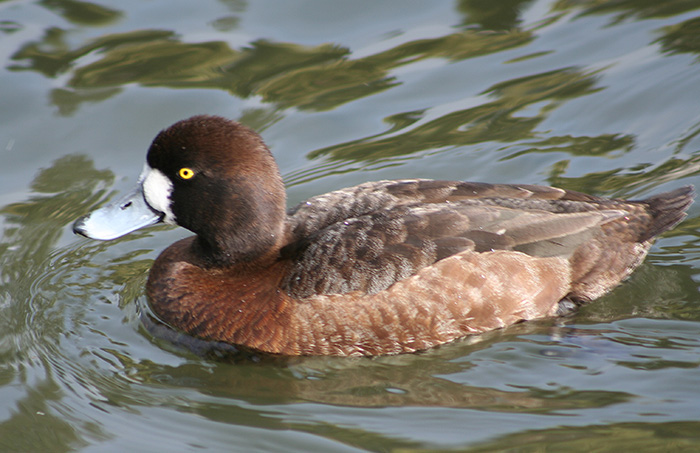